# Kulsukker
Kulsukker er en slægt, som er udbredt i et område fra Centralasien og Iran over Kaukasus og Lilleasien til Europa, men med tyngdepunktet i Lilleasien. Det er stift behårede stauder med en opret vækst. Bladene er store og mere eller mindre stilkede. Blomsterne sidder samlet i tætte, sidestillede svikler, og de er nikkende og rørformede til klokkeformede. Frugterne er delfrugter.
| Beskrevne arter |

- Ru kulsukker (Symphytum asperum)
- Kaukasisk kulsukker (Symphytum caucasicum)
- Storblomstret kulsukker (Symphytum grandiflorum)
- Lægekulsukker (Symphytum officinale)
- Orientalsk kulsukker (Symphytum  orientale)
- Knoldet kulsukker (Symphytum tuberosum)

| Beskrevne hybrider |

- Foderkulsukker (Symphytum x uplandicum)

| Andre arter |

- Symphytum ibericum
- Symphytum orientale
- Symphytum peregrinum

## Synonymer
- Symphytum bohemicum → Symphytum officinale subsp. bohemicum
- Symphytum leonhardtianum →Symphytum tuberosum subsp. angustifolium
- Symphytum nodosum →Symphytum tuberosum subsp. angustifolium
- Symphytum officinale →Symphytum officinale subsp. officinale
- Symphytum officinale agg. → Symphytum officinale
- Symphytum officinale var. glabrescens → Symphytum officinale subsp. uliginosum
- Symphytum patens → Symphytum officinale subsp. officinale
- Symphytum tanaicense → Symphytum officinale subsp. uliginosum
- Symphytum tauricum auct. non → Symphytum orientale L.
- Symphytum tuberosum subsp. nodosum → Symphytum tuberosum subsp. angustifolium
- Symphytum uliginosum Kern. → Symphytum officinale subsp. uliginosum